# Ladang Tuha (Pasie Raja)
Ladang Tuha is een bestuurslaag in het regentschap Aceh Selatan van de provincie Atjeh, Indonesië. Ladang Tuha telt 2177 inwoners (volkstelling 2010).